# Arno Borst
Arno Borst (ur. 8 maja 1925 w Alzenau, zm. 24 kwietnia 2007 w Konstancji) – niemiecki historyk.

## Życiorys
Borst studiował od 1945 do 1951 na Uniwersytecie Jerzego Augusta w Getyndze oraz Uniwersytecie Ludwika i Maksymiliana w Monachium, gdzie otrzymał stypendium Stiftung Maximilianeum. W 1951 w Getyndze został doktorem filozofii, broniąc pracę na temat katarów. W końcu został asystentem Herberta Grundmanna na Westfalskim Uniwersytecie Wilhelma w Münsterze, gdzie w 1957 roku habilitował się. Od 1961 roku pełnił funkcję zastępcy profesora, a w 1962 roku został mianowany profesorem na Uniwersytecie Fryderyka i Aleksandra w Erlangen i Norymberdze. Sześć lat później przeniósł się na nowo utworzony Uniwersytet w Konstancji, gdzie otrzymał katedrę historii średniowiecznej i nowożytnej. Od 1987 do 1990 roku był posiadaczem szczególnej profesury, fundowanej przez Stifterverband für die Deutsche Wissenschaft, w Konstancji. W 1990 roku przeszedł na emeryturę. Od 1969 do 1970 był prorektorem na Uniwersytecie w Konstancji.

## Działalność
Głównym kierunkiem jego badań była historia średniowiecza. Borst był jednym z nielicznych historyków, których badania obejmowały prawie całe średniowiecze, to znaczy od 500 do 1500 roku. Stał się znany w świecie dzięki swojemu dziełu Lebensformen im Mittelalter, które zostało wydane w 1973, a później pojawiały się kolejne wydania. Szczególnie zajmował się Mönchen am Bodensee (Mnisi nad jeziorem Bodeńskim), jak również mnichami z Weingarten, Sankt Gallen i Einsiedeln. Jego ulubioną postacią był wszechstronnie wykształcony benedyktyn Herman z Reichenau.
Oprócz tego zajmował się również filologią łacińską średniowiecza, jej nową historią i wyliczeniem daty Wielkanocy. Sławę przyniosła mu praca habilitacyjna Der Turmbau von Babel über die Geschichte der Meinungen über Ursprung und Vielfalt der Sprachen, będąca monumentalnym, sześciotomowym dziełem o fenomenie mnogości i poplątania języków w Babilonie. Powstała ona po przebadaniu mnóstwa późno starożytnych i średniowiecznych łacińskich źródeł o powstaniu i ograniczeniu języków narodowych. Za to dzieło, które ukazało się między 1957 i 1963 rokiem w 4 tomach, z których dwa (tom 2 i 3) są podzielone na dwie części, otrzymał w 1966 roku nagrodę Akademii Nauk w Getyndze.
Od 1949 roku był członkiem Stiftung Maximilianeum, od 1982 pełnoprawnym członkiem Akademii Nauk w Heidelbergu, od 1986 roku członkiem korespondentem Braunschweigische Wissenschaftliche Gesellschaft (Towarzystwa Naukowego Brunszwiku), a także od 2003 roku członkiem korespondentem Bawarskiej Akademii Nauk.
Ponadto w latach 1983–1996 był pełnoprawnym członkiem kierownictwa Monumenta Germaniae Historica. Od 1996 roku Arno Borst był także prezesem powołanej przez siebie fundacji Arno-Borst-Stiftung zur Förderung der mediävistischen Geschichtswissenschaften.

## Wyróżnienia
- 1956: Nagroda Deutsche Forschungsgemeinschaft
- 1966: Nagroda Akademii Nauk w Getyndze
- 1979: Bodensee-Literaturpreis(inne języki)
- 1982: Sigmund-Freud-Preis für wissenschaftliche Prosa(inne języki)
- 1986: Carl-Friedrich-Gauß-Medaille(inne języki)
- 1986: Preis des Historischen Kollegs(inne języki) (tzw. Deutscher Historikerpreis)
- 1995: Brüder-Grimm-Preis der Philipps-Universität Marburg(inne języki)
- 1996: Nagroda Balzana w dziedzinie historii (Kultura średniowiecza)
- 1998: Order Zasługi Republiki Federalnej Niemiec – Krzyż Zasługi I Klasy (Verdienstkreuz I. Klasse)

## Pisma (wybór)
- Die Katharer (= Monumenta Germaniae Historica. Schriften. tom 12, ISSN 0080-6951). Hiersemann, Stuttgart 1953 (Zahlreiche Auflagen; w języku francuskim: Les Cathares. Payot, Paris 1984, ISBN 2-228-11421-9)
  - Neuauflage: Mit Nachträgen von Alexander Patschovsky(inne języki) und Gerhard Rottenwöhrer: Karolinger Verlag, Wien 2012, ISBN 978-3-85418-145-3
- Der Turmbau von Babel. Geschichte der Meinungen über Ursprung und Vielfalt der Sprachen und Völker. 4 (w 6) tomach. Hiersemann, Stuttgart 1957–1963 (Unveränderter Nachdruck. (= dtv 59028). Deutscher Taschenbuch-Verlag, München 1995, ISBN 3-423-59028-9)
  - Tom 1: Fundamente und Aufbau. 1957
  - Tom 2, podzielony na części 1–2: Ausbau. 1958–1959
  - Tom 3, podzielony na części 1-2: Umbau. 1960–1961
  - Tom 4: Schlüsse und Übersichten. 1963
- Lebensformen im Mittelalter. Propyläen, Frankfurt am Main u. a. 1973, ISBN 3-549-07284-8 (Inne wydania; W języku chińskim: Ou zhou Zhong gu sheng huo xing tai. Bai pian jing xuan shi liao dao du. 2 tomy. Fan shi shu wu, Xin bei shi 2011, ISBN 978-986-86446-1-8 (tom 1), ISBN 978-986-86446-2-5 (tom 2)
- als Herausgeber: Mönchtum, Episkopat und Adel zur Gründungszeit des Klosters Reichenau (= Konstanzer Arbeitskreis für Mittelalterliche Geschichte. Vorträge und Forschungen. tom 20). Thorbecke, Sigmaringen 1974, ISBN 3-7995-6620-1.
- als Herausgeber: Rittertum im Mittelalter (= Wege der Forschung. tom 349). Wissenschaftliche Buchgesellschaft, Darmstadt 1976, ISBN 3-534-05705-8
- Mönche am Bodensee. 610–1525 (= Bodensee-Bibliothek. tom 5). Thorbecke, Sigmaringen 1978, ISBN 3-7995-5005-4
- Das mittelalterliche Zahlenkampfspiel (= Schriften der Heidelberger Akademie der Wissenschaften, Philosophisch-Historische Klasse. Supplemente. tom 5). Winter, Heidelberg 1986, ISBN 3-533-03750-9
- Barbaren, Ketzer und Artisten. Welten des Mittelalters. Piper, München u. a. 1988, ISBN 3-492-03152-8 (W języku angielskim: Medieval worlds. Barbarians, heretics and artists in the Middle Ages. Polity Press, Cambridge 1991, ISBN 0-7456-0735-7)
- Computus. Zeit und Zahl im Mittelalter. W: Deutsches Archiv für Erforschung des Mittelalters(inne języki). tom 44, 1988, strony 1–82
- Ritte über den Bodensee. Rückblick auf mittelalterliche Bewegungen. Libelle, Bottighofen 1992, ISBN 3-909081-52-5
- 1 Das Buch der Naturgeschichte. Plinius und seine Leser im Zeitalter des Pergaments (= Heidelberger Akademie der Wissenschaften. Philosophisch-Historische Klasse. Abhandlungen. 1994, 2). Winter, Heidelberg 1994, ISBN 3-8253-0132-X
- Die karolingische Kalenderreform (= Monumenta Germaniae Historica. Schriften. tom 46). Hahn, Hannover 1998, ISBN 3-7752-5446-3
- als Herausgeber: Der karolingische Reichskalender und seine Überlieferung bis ins 12. Jahrhundert (= Monumenta Germaniae Historica. Antiquitatis. 3: Libri memoriales. tom 2, 1–3). 3 tomy Hahn, Hannover 2001, ISBN 3-7752-0902-6).
- Der Streit um den karolingischen Kalender (= Monumenta Germaniae Historica. Studien und Texte. tom 36). Hahn, Hannover 2004, ISBN 3-7752-5736-5
- als Herausgeber: Schriften zur Komputistik im Frankenreich von 721 bis 818 (= Monumenta Germaniae Historica. Quellen Zur Geisterschichte des Mittelalters. tom 21, 1–3). 3 tomy Hahn, Hannover 2006, ISBN 3-7752-1021-0
- Meine Geschichte. Herausgegeben und mit einem Nachwort versehen von Gustav Seibt(inne języki). Libelle, Lengwil 1992, ISBN 978-3-905707-26-7 (Autobiographie, postum erschienen)